# 虎门北站
- 關於临近本站的廣深港高速鐵路车站，請見「虎门站」。
- 關於临近本站的東莞軌道交通车站，請見「虎門火車站 (地鐵)」。
- 關於正在建设，工程名为“虎门北站”但距离本站有相当距离的东莞轨道交通车站，請見「虎门北站 (地铁)」。

虎门北站是穗深城际铁路的地下车站，位于中国广东省东莞市虎门镇，于2019年12月15日启用。

## 历史
本站规划和建设时名虎门白沙站或虎门火车站。由于站体相对独立且不共用站房，本站未沿用国铁“虎门站”名称。开通前夕，车站定名虎门北站。
2019年12月15日，本站随穗深城际开通而运营。

## 车站结构
虎门北站为地下三层岛式车站。

### 车站楼层
| 地下一层 | 转换层   | 售票处、进出站口                      |  |  |
| 地下二层 | 站厅层   | 候车区、安检设施                      |  |  |
| 地下三层 | 2站台    | 穗深城际 深圳机场方向（下站：虎门东） |  |  |
|          | 岛式站台 |                                       |  |  |
|          | 1站台    | 穗深城际 新塘南方向（下站：厚街）     |  |  |

### 出入口
虎门北站设有四个出入口供乘客进出，其中C口可通往虎门站交通换乘中心。
车站开通初期仅开放A、D出入口，B、C口于2024年开通。
|                                           |              |      |                    |                                                  |
| 编号                                      | 设施         | 照片 | 出口指示           | 建议前往的目的地                                 |
| A                                         | 扶手电梯标志 |      | 莞太路             | 牌坊路 公交：虎门高铁站（站外）                  |
| B                                         | 扶手电梯标志 |      | 莞太路             |                                                  |
| C                                         | 扶手电梯标志 |      | 虎门站交通换乘中心 | 莞太路、站西路 国铁：虎门站 公交：虎门高铁站     |
| D                                         | 扶手电梯标志 |      | 莞太路             | 莞太路 地铁：虎门火车站 公交：虎门高铁站（站外） |
| 註： 設有 \| 設有 \| 設有 \| 設有扶手電梯 |              |      |                    |                                                  |